# Luis Imparato
Luís "Gino" Imparato, mais conhecido como Imparato (Votorantim, 1 de maio de 1910 — São Paulo, 8 de março de 1976), foi um futebolista brasileiro, que atuou no Palmeiras, assim como três irmãos seus: Gaetano, Antônio e Ernesto Imparato.
Chegou ao Palmeiras em 1930 e foi campeão paulista em 1932, 1933, 1934  e 1936. Há controvérsia no total de gols marcados, mas teria feito 58 gols em 113 jogos.
Destacou-se também na goleada de 8–0 contra o Corinthians em 5 de novembro de 1933, quando fez, além de duas assistência, os últimos quatro gols do Palestra.

## Títulos
Palmeiras
- Campeonato Paulista: 1932, 1933, 1934 e 1936
- Torneio Rio-São Paulo: 1933